# Temporada 1995-96 de los Milwaukee Bucks
La temporada 1995-96 fue la vigesimoctava de los Milwaukee Bucks en la NBA. La temporada regular acabó con 25 victorias y 57 derrotas, ocupando el decimotercer puesto de la Conferencia Este, no logrando clasificarse para los playoffs.

## Elecciones en elDraft
| Ronda | Puesto | Jugador          | Posición  | Nacionalidad   | Universidad    |
| ----- | ------ | ---------------- | --------- | -------------- | -------------- |
| 1     | 11     | Gary Trent       | Ala-Pívot | Estados Unidos | Ohio           |
| 2     | 38     | Rashard Griffith | Pívot     | Estados Unidos | Wisconsin      |
| 2     | 43     | Eric Snow        | Base      | Estados Unidos | Michigan State |

## Temporada regular
| División Central      | División Central | División Central | División Central | División Central | División Central | División Central | División Central | División Central |
| Equipo                | G                | P                | %                | PD               | Casa             | Fuera            | Div              |                  |
| --------------------- | ---------------- | ---------------- | ---------------- | ---------------- | ---------------- | ---------------- | ---------------- | ---------------- |
| y-Chicago Bulls       | 72               | 10               | .878             | –                | 39–2             | 33–8             | 24–4             |                  |
| x-Indiana Pacers      | 52               | 30               | .634             | 20.0             | 32–9             | 20–21            | 19–9             |                  |
| x-Cleveland Cavaliers | 47               | 35               | .573             | 25.0             | 26–15            | 21–20            | 13–15            |                  |
| x-Atlanta Hawks       | 46               | 36               | .561             | 26.0             | 26–15            | 20–21            | 15–13            |                  |
| x-Detroit Pistons     | 46               | 36               | .561             | 26.0             | 30–11            | 16–25            | 15–13            |                  |
| Charlotte Hornets     | 41               | 41               | .500             | 31.0             | 25–16            | 16–25            | 13–15            |                  |
| Milwaukee Bucks       | 25               | 57               | .305             | 47.0             | 14–27            | 11–30            | 8–20             |                  |
| Toronto Raptors       | 21               | 61               | .256             | 51.0             | 15–26            | 6–35             | 5–23             |                  |

## Estadísticas

### Temporada regular
| Rk | Jugador         | Edad | P  | PT | MP   | TC  | TCI  | %TC  | T3  | T3I | %T3  | TL  | TLI | %TL   | RO  | RD  | RT  | AS  | RB  | TAP | BP  | FP  | PTS  |
| -- | --------------- | ---- | -- | -- | ---- | --- | ---- | ---- | --- | --- | ---- | --- | --- | ----- | --- | --- | --- | --- | --- | --- | --- | --- | ---- |
| 1  | Vin Baker       | 24   | 82 | 82 | 40.5 | 8.5 | 17.4 | .489 | 0.1 | 0.6 | .208 | 3.9 | 5.8 | .670  | 3.2 | 6.6 | 9.9 | 2.6 | 0.8 | 1.1 | 2.6 | 3.3 | 21.1 |
| 2  | Glenn Robinson  | 23   | 82 | 82 | 39.6 | 7.6 | 16.9 | .454 | 1.1 | 3.2 | .342 | 3.9 | 4.7 | .812  | 1.7 | 4.5 | 6.1 | 3.6 | 1.2 | 0.5 | 3.4 | 2.9 | 20.2 |
| 3  | Johnny Newman   | 32   | 82 | 82 | 32.8 | 3.9 | 7.9  | .495 | 0.7 | 2.0 | .377 | 2.3 | 2.8 | .802  | 0.8 | 1.6 | 2.4 | 1.9 | 1.1 | 0.2 | 1.3 | 3.1 | 10.8 |
| 4  | Sherman Douglas | 29   | 69 | 62 | 30.4 | 4.5 | 8.7  | .514 | 0.6 | 1.5 | .379 | 2.0 | 2.6 | .754  | 0.7 | 1.6 | 2.3 | 5.8 | 0.9 | 0.1 | 2.4 | 2.1 | 11.5 |
| 5  | Terry Cummings  | 34   | 81 | 13 | 21.9 | 3.3 | 7.2  | .462 | 0.0 | 0.1 | .143 | 1.3 | 2.0 | .650  | 2.0 | 3.5 | 5.5 | 1.1 | 0.7 | 0.4 | 0.9 | 3.2 | 8.0  |
| 6  | Todd Day        | 26   | 8  | 0  | 21.4 | 2.8 | 8.9  | .310 | 0.6 | 3.1 | .200 | 3.0 | 3.3 | .923  | 1.0 | 1.8 | 2.8 | 0.6 | 0.5 | 0.4 | 1.4 | 3.4 | 9.1  |
| 7  | Eric Murdock    | 27   | 9  | 0  | 21.4 | 2.7 | 7.3  | .364 | 0.7 | 2.6 | .261 | 0.9 | 1.3 | .667  | 0.6 | 1.0 | 1.6 | 3.9 | 0.7 | 0.0 | 1.3 | 1.8 | 6.9  |
| 8  | Benoit Benjamin | 31   | 70 | 58 | 21.3 | 3.2 | 6.1  | .520 | 0.0 | 0.0 | .000 | 1.4 | 2.0 | .732  | 1.6 | 4.7 | 6.2 | 0.7 | 0.5 | 1.0 | 1.6 | 2.6 | 7.8  |
| 9  | Lee Mayberry    | 25   | 82 | 20 | 20.8 | 1.9 | 4.4  | .420 | 0.9 | 2.3 | .397 | 0.5 | 0.8 | .603  | 0.3 | 0.8 | 1.1 | 3.7 | 0.8 | 0.1 | 1.1 | 1.8 | 5.1  |
| 10 | Shawn Respert   | 23   | 62 | 0  | 13.6 | 1.8 | 4.7  | .387 | 0.7 | 2.0 | .344 | 0.6 | 0.7 | .833  | 0.5 | 0.7 | 1.2 | 1.1 | 0.5 | 0.1 | 0.7 | 1.1 | 4.9  |
| 11 | Eric Mobley     | 25   | 5  | 3  | 13.0 | 0.4 | 1.4  | .286 | 0.0 | 0.0 |      | 0.4 | 0.8 | .500  | 0.6 | 1.8 | 2.4 | 0.0 | 0.2 | 0.2 | 0.2 | 1.0 | 1.2  |
| 12 | Marty Conlon    | 28   | 74 | 1  | 12.9 | 2.1 | 4.4  | .468 | 0.1 | 0.4 | .167 | 1.1 | 1.5 | .764  | 0.8 | 1.6 | 2.4 | 0.9 | 0.3 | 0.1 | 1.1 | 1.7 | 5.3  |
| 13 | Alton Lister    | 37   | 7  | 5  | 12.6 | 0.6 | 1.3  | .444 | 0.0 | 0.0 |      | 0.3 | 0.3 | 1.000 | 1.0 | 3.1 | 4.1 | 0.6 | 0.0 | 0.4 | 0.6 | 2.1 | 1.4  |
| 14 | Randolph Keys   | 29   | 69 | 1  | 11.8 | 1.3 | 3.0  | .418 | 0.3 | 1.0 | .310 | 0.5 | 0.6 | .837  | 0.6 | 1.2 | 1.8 | 0.9 | 0.5 | 0.2 | 0.5 | 2.0 | 3.4  |
| 15 | Jerry Reynolds  | 33   | 19 | 0  | 10.1 | 1.1 | 2.8  | .396 | 0.1 | 0.5 | .100 | 0.7 | 1.1 | .619  | 0.7 | 1.1 | 1.7 | 0.6 | 0.8 | 0.3 | 0.8 | 1.1 | 2.9  |
| 16 | Kevin Duckworth | 31   | 8  | 1  | 7.3  | 0.4 | 1.8  | .214 | 0.0 | 0.0 |      | 0.4 | 0.8 | .500  | 0.3 | 0.6 | 0.9 | 0.3 | 0.3 | 0.0 | 0.3 | 2.4 | 1.1  |
| 17 | Mike Peplowski  | 25   | 5  | 0  | 2.4  | 0.6 | 1.0  | .600 | 0.0 | 0.0 |      | 0.2 | 0.6 | .333  | 0.2 | 0.6 | 0.8 | 0.2 | 0.2 | 0.4 | 0.4 | 1.2 | 1.4  |

## Galardones y récords
| Jugador   | Galardón |
| Vin Baker | All-Star |